# Château de Buzancy
Le château de Buzancy correspond aux quelques bâtiments, des communs, subsistant d'un ancien château situé à Buzancy, en France.

## Localisation
Le château est situé sur la commune de Buzancy, dans le département français des Ardennes.

## Historique
Un château à Buzancy est cité dans un aveu de 1192, des comtes de Grandpré aux comtes de Champagne. Ce  devient dans la deuxième moitié du XVIe siècle, la propriété de la famille d'Anglure de Bourlémont puis des Talaru. Saisie et placée sous séquestre, elle est adjugée en 1756 à Pierre-Guillaume Tavernier de Boullongne, trésorier de l'Extraordinaire des guerres et secrétaire du roi. Celui-ci confie la modernisation du château à l'architecte Claude Bacarit. Celui-ci fait raser l'ancien château fort dont il ne conserve que les fossés, les fondations et les caves, pour faire construire un château moderne, dont subsistent les communs, en forme de fer à cheval.

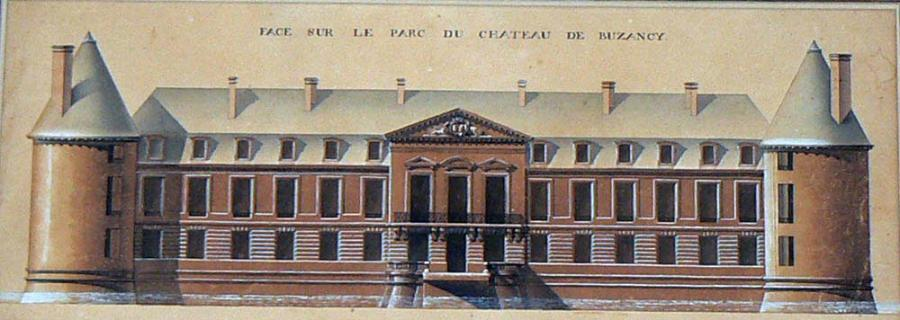
Facade sur la parc du château de Buzancy.

En 1781, Tavernier de Boullongne vend au fermier général Jacques-Mathieu Augeard. Le château brûle en novembre 1784. Il est alors de nouveau reconstruit, de 1787 à 1790, par l'architecte François-Joseph Bélanger.
Le château n'avait rien des grâces, de la légèreté et de la frivolité des Folies de cette époque, mais tout d'un petit palais. 80 pièces : 20 appartements à l'étage avec boudoir et chambre, une chapelle, une salle de bains, une réplique de la galerie des glaces (côté parc), ainsi qu'un grand salon, une salle de billard, un petit salon, et une salle de théâtre, sans compter l'aile réservée aux offices...
La prairie, redessinée par Bélanger, devient un parc à la française peuplé de statues, dont le groupe sculptural de la Samaritaine face à une immense pièce d'eau sur une longueur de 700 mètres, ornement principal du jardin.
Incarcéré pendant 136 jours durant la Révolution, puis libéré, Augeard rejoint Buzancy puis émigre à Bruxelles et Coblence. Le château est déclaré bien national le 8 mai 1792. En septembre et octobre 1792, les princes étrangers et le roi de Prusse y logent. Rentré après le 18 brumaire, Augeard meurt à Paris en 1805. La même année, un nouvel incendie endommage fortement le château qui est détruit en 1808.
Ainsi disparait en fumée ce « petit Versailles » de village. Le parc retourne en pâturage, et, des statues, ne subsiste que le nom de la Samaritaine, associé au plan d'eau. Des aménagements touristiques ont été créés à l'extrémité ouest de ce plan d'eau, camping et mobil home.
Les édifices subsistant, pavillon d'entrée, bouverie, écurie, pièce d'eau, sont classés au titre des monuments historiques en 1982, 1986 et 2010, et inscrits en 1982. Une association pour la sauvegarde et l'animation du château s'est crée en 2021 "Les Amis du château d'Augeard". https://chataugeard.com/index.html

## Description
Ne subsistent du château qu'un pavillon d'entrée, ainsi que les bouveries, les écuries, et une pièce d'eau dite de la Samaritaine.
Les bouveries sont utilisées comme haras et maison du cheval ardennais. Les écuries restent à remettre en état. Ces deux édifices sont construits suivant un plan en hémicycle rappelant celui des écuries du château de Versailles. Les façades sur cour sont parées de maçonneries présentant un bossage en table. Les ouvertures sont assurées par une alternance de portes étroites, de fenêtres avec linteau en arc segmentaire et de grandes portes cochères. Des lucarnes en pierre ornent  les combles.

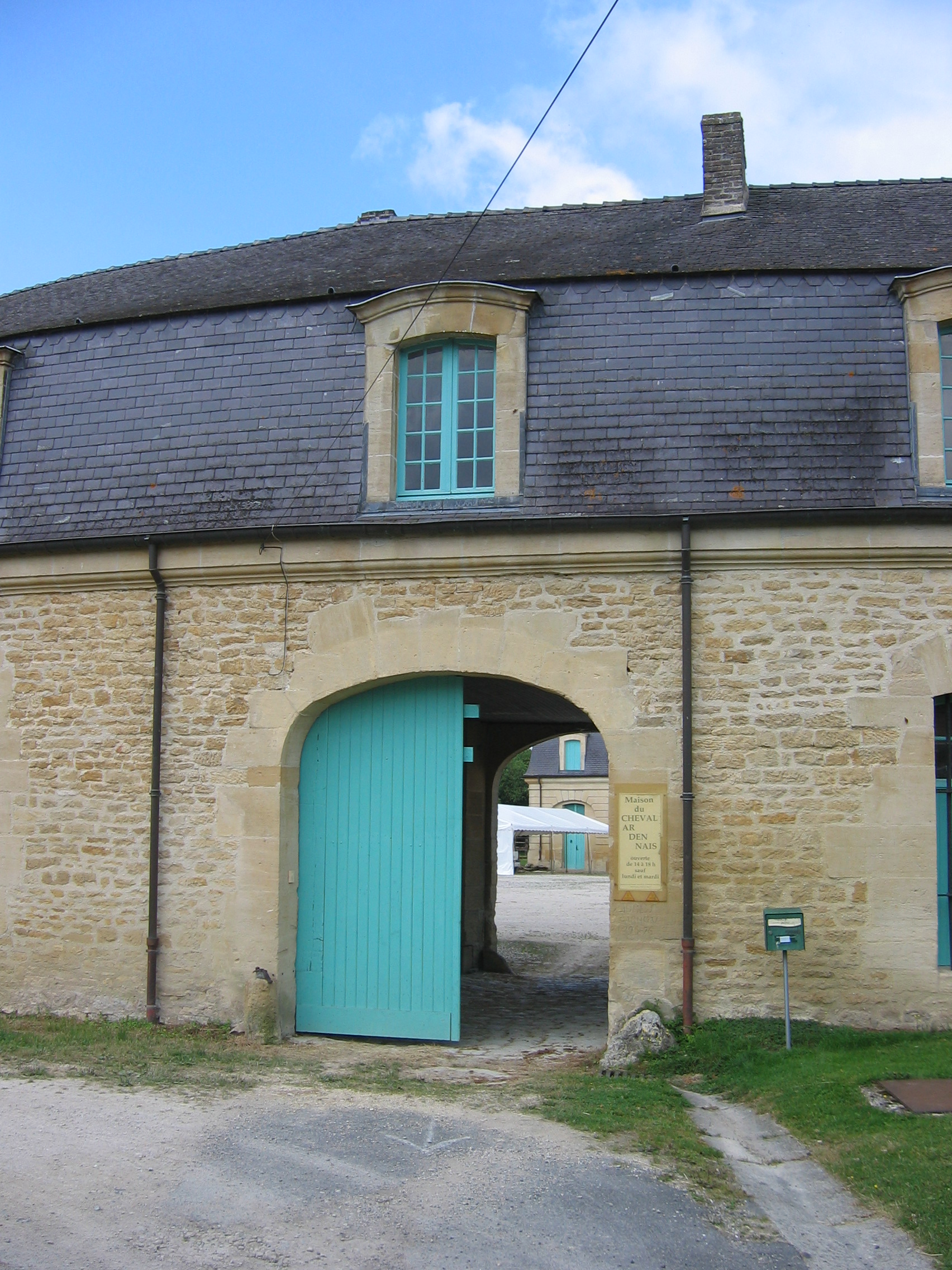
Bouveries : entrée et panneau sur la maison du cheval ardennais.
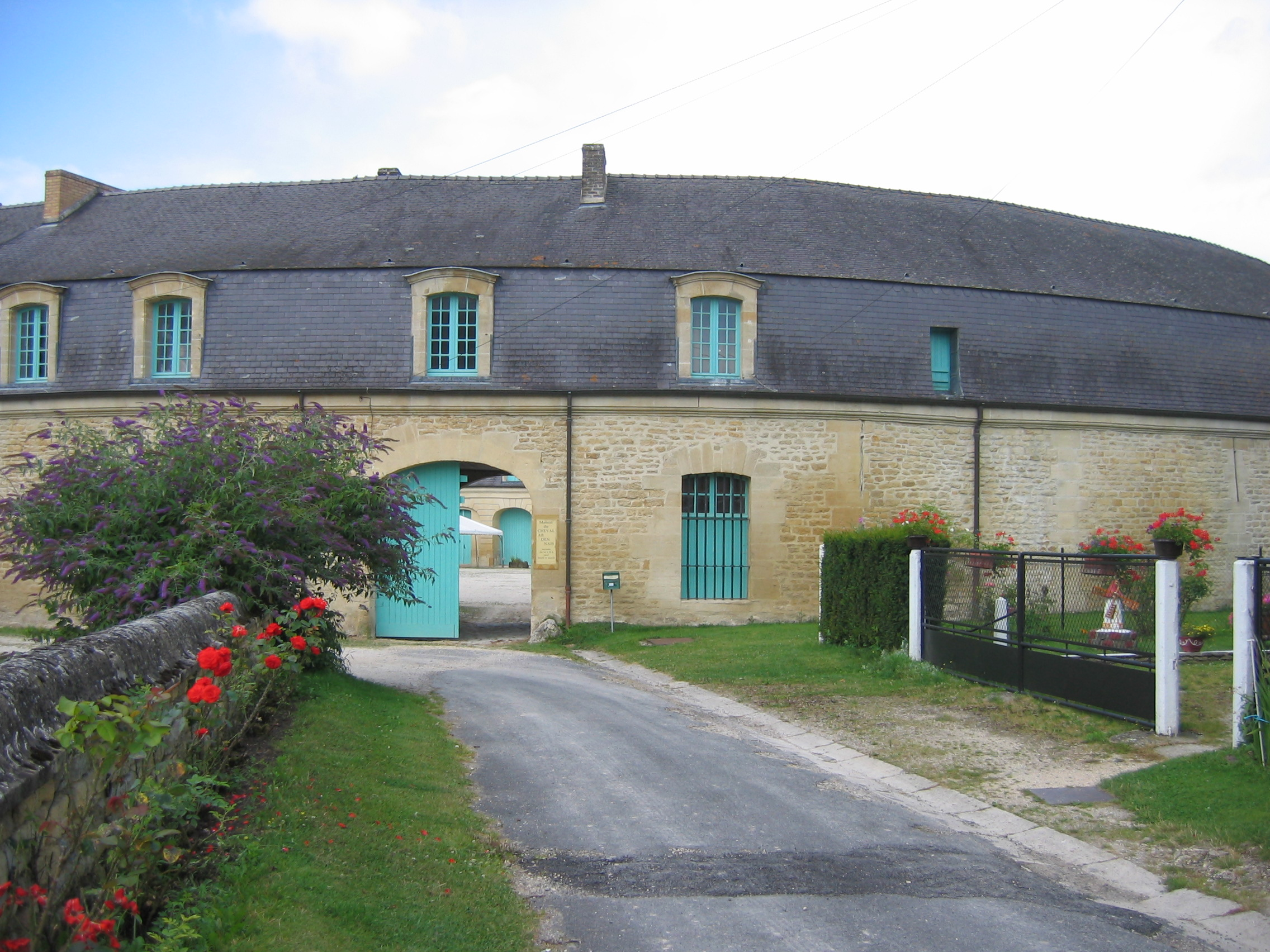
Bouveries de l'ancien château.
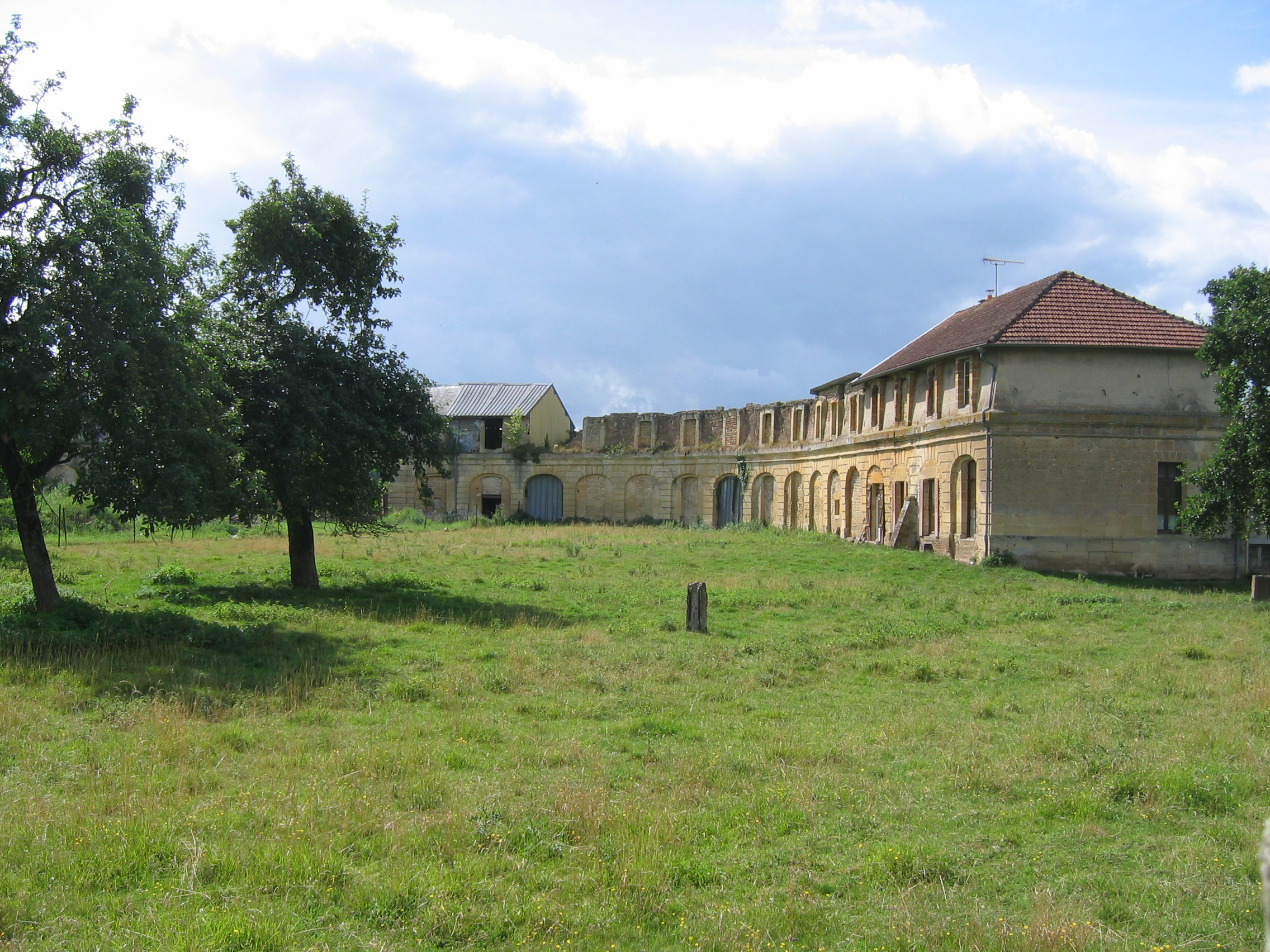
Écuries.